# Tuczno (gromada w powiecie wałeckim)
Tuczno (planowana lecz nie wdrożona nazwa: Rzeczyca) – dawna gromada, czyli najmniejsza jednostka podziału terytorialnego Polskiej Rzeczypospolitej Ludowej w latach 1954–1972.
Gromady, z gromadzkimi radami narodowymi (GRN) jako organami władzy najniższego stopnia na wsi, funkcjonowały od reformy reorganizującej administrację wiejską przeprowadzonej jesienią 1954 do momentu ich zniesienia z dniem 1 stycznia 1973, tym samym wypierając organizację gminną w latach 1954–1972.
Gromadę Tuczno z siedzibą GRN w mieście Tucznie (nie wchodzącym w jej skład) utworzono – jako jedną z 8759 gromad na obszarze Polski – w powiecie wałeckim w woj. koszalińskim na mocy uchwały nr 43/54 WRN w Koszalinie z dnia 5 października 1954. W skład jednostki weszły obszary dotychczasowych gromad Rzeczyca, Jeziorki i Martew ze zniesionej gminy Lubiesz oraz obszar lasów państwowych do granicy województwa obok południowego krańca jeziora Martwica ze zniesionej gminy Trzebin w tymże powiecie i województwie, a także miejscowości Sitno i Krępa Krajeńska z dotychczasowej gromady Studnica oraz miejscowości Lubicz, Ponikiew i Płociczno z dotychczasowej gromady Płociczno – ze zniesionej gminy Barnimie w powiecie choszczeńskim w woj. szczecińskim. Dla gromady ustalono 14 członków gromadzkiej rady narodowej. Gromada powstała w miejsce planowanej gromady Rzeczyca z siedzibą w Rzeczycy.
29 lutego 1956 do gromady Tuczno włączono PGR Jelenie (z osadą Miradź) z gromady Człopa w tymże powiecie.
1 stycznia 1958 do gromady Tuczno włączono wieś Nowa Studnica ze zniesionej gromady Stara Korytnica w powiecie drawskim w tymże województwie.
31 grudnia 1971 z gromady Tuczno wyłączono PGR-y Jelenie i Miradź, włączając je z powrotem do gromady Człopa w tymże powiecie; do gromady Tuczno włączono natomiast obszar zniesionej gromady Lubiesz (bez wsi Rutwica i Nagórze) oraz wsie Miłogoszcz i Rusinowo ze zniesionej gromady Mielęcin tamże.
1 stycznia 1972 do gromady Tuczno włączono grunty o powierzchni 2141 ha z miasta Tuczno w tymże powiecie.
Gromada przetrwała do końca 1972 roku, czyli do kolejnej reformy gminnej. 1 stycznia 1973 w powiecie wałeckim utworzono gminę Tuczno.